# Peramphithoe tea
Peramphithoe tea är en kräftdjursart som först beskrevs av J. L. Barnard 1965.  Peramphithoe tea ingår i släktet Peramphithoe och familjen Ampithoidae. Inga underarter finns listade i Catalogue of Life.